# Francesco Dominedò
Francesco Dominedò (Neuilly-sur-Seine, 17 dicembre 1965) è un attore, regista cinematografico e sceneggiatore italiano.

## Biografia
Si diploma alla scuola di Teatro la Scaletta di Roma. Dopo la gavetta sui palcoscenici teatrali e sui set di Pasquale Squitieri e Luigi Magni, nel 1993 ottiene il primo ruolo importante nel film Uova d'oro, di Juan José Bigas Luna. Al cinema partecipa a opere di Alessandro Di Robilant, Enrico Brignano, Maurizio Fiume, Daniele Costantini e Carmine Amoroso.
Nel 1999 esordisce alla regia con (SCTMV) Sono come tu mi vuoi, episodio del film Corti circuiti erotici, antologia erotica curata da Tinto Brass, realizzando poi diversi documentari e lungometraggi narrativi, di cui è anche sceneggiatore, fra cui il poliziesco 5 (Cinque). Collabora con il giornalista e scrittore Marco Dolcetta, alla creazione di alcuni documentari che hanno come tema la fuga dei nazisti in Sudamerica, destinati ai canali nazionali televisivi.
Scrive a quattro mani con Carlo Callegari il romanzo #Porvenir#Selfie#Cuoremio edito da Le Case Ebook. Negli ultimi anni ha scritto numerose sceneggiature e format televisivi. Nel 2016 inizia a collaborare con la Zed Film, con il ruolo di produttore creativo. Nel 2017 dirige il film La banda dei tre, tratto dall'omonimo romanzo di Carlo Callegari, edito per TimeCrime di Fanucci editore.
Nel 2018 vince il bando Nuovo Imaie e dirige il corto Arida. Tra il 2019 ed il 2021 è produttore creativo della ZTV Production e collabora con la Emy Production in qualità di produttore creativo.
Nel 2020 vince il premio per la migliore sceneggiatura al Terra di Siena International Film Festival e il premio per la miglior regia al Castelli Romani Film Festival con il film La banda dei tre.

## Filmografia

### Cinema

#### Attore

##### Cortometraggi
- L'abito, regia di Fabrizio Cattani (1998)
- Bonsanto & Badalamessa, regia di Gian Paolo Vallati (1999)
- Linguine alla puttanesca, regia di Andrea Maulà (1999)
- La mia mano destra, regia di Chantal Ughi (1999)
- Un spruzzo di pulp, regia di Gian Paolo Vallati (1999)
- Il suggeritore, regia di Alfredo Mazzara (2002)
- Un'altra lei, regia di Gabriele Pao-Pei Andreoli (2002)
- Trappole, regia di Valerio Andrei (2003)
- E.B., regia di Marco Mangiarotti (2004)
- Giro giro tondo, regia di Angelo Orlando (2009)

##### Lungometraggi
- Atto di dolore, regia di Pasquale Squitieri (1990)
- In nome del popolo sovrano, regia di Luigi Magni (1991)
- 18 anni tra una settimana, regia di Luigi Perelli (1991)
- Teste rasate, regia di Claudio Fragasso (1993)
- Uova d'oro (Huevos de oro), regia di Juan José Bigas Luna (1993)
- Vuoto a rendere, episodio del film De Generazione, regia di Alex Infascelli (1994)
- Trafitti da un raggio di sole, regia di Claudio Del Punta (1995)
- RDF - Rumori di fondo, regia di Claudio Camarca (1996)
- Verranno, episodio del film Intolerance, regia di Claudio Camarca (1996)
- I fetentoni, regia di Alessandro Di Robilant (1998)
- La vita per un'altra volta, regia di Domenico Astuti (1998)
- Dolce far niente, regia di Noe Caranfil (1998)
- Si fa presto a dire amore, regia di Enrico Brignano e Bruno Nappi (2000)
- Quelle piccole cose, regia di Fabrizio Cattani (2002)
- E io ti seguo, regia di Maurizio Fiume (2003)
- L'apocalisse delle scimmie, regia di Romano Scavolini (2004)
- Fatti della banda della Magliana, regia di Daniele Costantini (2005)
- Cover-boy, regia di Carmine Amoroso (2006)
- Nazareno, regia di Varo Venturi (2007)
- Il rabdomante, regia di Fabrizio Cattani (2007)
- Medium, regia di Massimo Paolucci (2021)

#### Regista

##### Cortometraggi
- Candilla (2001)
- L'appeso (2007)
- Arida (2018)

##### Documentari
- Ecc3ssi (2003)
- Hitler in Argentina (2007)
- La porta ermetica (2016)

##### Lungometraggi
- SCTMV (Sono come tu mi vuoi), episodio del film Corti circuiti erotici (1999)
- Ultima fermata Mariù (2005)
- Reality Killers (2006)
- 5 (Cinque) (2011)
- La banda dei tre (2019)

#### Sceneggiatore
- 5 (Cinque) (2011)
- Diabolika (2015)
- La banda dei tre (2017)
- Burlesque Extravaganza (2017)

### Televisione

#### Attore
- La dottoressa Giò - serie TV (1998)
- Più leggero non basta, regia di Elisabetta Lodoli - film TV (1998)
- A caro prezzo, regia di Claudio Risi - film TV (2000)
- Gli amici di Gesù - Giuseppe di Nazareth, regia di Raffaele Mertes ed Elisabetta Marchetti - film TV (2000)
- Padre Pio - Tra cielo e terra, regia di Giulio Base (2000)
- Una donna per amico - serie TV (2001)
- La squadra - serie TV (2002)

#### Regista
- L'acqua - documentario (2007)

## Narrativa
- #Porvenir #Selfie #Cuoremio (con Carlo Callegari), La Case Books, 2014